# قائمة حلقات الأبطال المبتدئون
هذه قائمة حلقات ليغو الابطال المبتدئون على كرتون نتورك.

## نظرة على المسلسل
| الموسم | الموسم | الحلقات | تاريخ البث الأصلي | تاريخ البث الأصلي | قناة               | قناة               |
| الموسم | الموسم | الحلقات | بداية السلسلة     | نهاية السلسلة     | قناة               | قناة               |
| ------ | ------ | ------- | ----------------- | ----------------- | ------------------ | ------------------ |
|        | 1      | 16      | 17 أبريل 2018     | 30 يونيو 2018     | كرتون نتورك        | كرتون نتورك اكس دي |
|        | 2      | 46      | 16 فبراير 2020    | يوليو 2020        | كرتون نتورك اكس دي |                    |

## الحلقات

### الموسم الأول (2018)
| الرقم بتسلسل المسلسل | الرقم بتسلسل الموسم | العنوان                  | أخراج     | الكاتب                        | تاريخ البث الاصلي |
| --- | ------------------- | ------------------------ | --------- | ----------------------------- | ----------------- |
| 1 | 1                   | «كائنات ألفضائية»        | دان الربا | شارلوت فولرتون و دواين مكديوف | 17 ابريل 2018     |
| ملخص الحلقة : قبل خمس سنوات في الماضي، بن تينيسون يواجه عدو لأول مرة اسمه مالوير. بعد خمس سنوات في الحاضر، جوين تذهب إلى الكلية لتدرس في عمر 16 سنة لذكائها ، و كيفن يذهب للعيش بألقرب من منزلها. بن سيضطر لمحاربة الجريمة وحده، ولكن الجد ماكس (الماجستير تينيسون - قائد البلامرز على كوكب الأرض) يبحث له عن شريك. يتم تهديد كل محلات الفضائيين على الأرض. بن يذهب للبحث عن ادلة في متجر السيد باومان يتحول بن إلى كانونبولت ليتنكر يأتي ثلاث مجرمين (فقاعة ، فيستينا ، ليون) يهددون السيد باومان اما يدفع او يتم تدمير محله. السيد باومان يدفع نقود الا ان بن يرفض ان يعطيه النقود، تبداء معركة بين بن و الفضائيين ثم يتدخل فضائي اخر يتضح ان جد بن ارسله ليساعد بن اسمه روك بلانكو من كوكب ريفونا، يضع الفضائيين قنبلة يحاول بن و روك تعطيل القنبلة و ينجحون ثم يهرب الفضائيين بن يرفض ان يصبح روك شريكه في البداية ثم يقبل بعد نهاية الحلقة الثانية، بن وروك يلاحقون الفضائيين ليرء بعدها بن ان هناك مدينة تحت الأرض يعيش فيه فضائيين. بين كل هذه الأحداث يطارد بن فضائي مجهول اسمه كايبر سيعرف بن اسمه في الحلقة 9. معه كلبه الذي يحمل النيمتركس سيعرف بن بشأن النيمتركس في الحلقة 10. الكلب يتحول إلى كل مفترسين فضأئيين بن سيعرف بن في الحلقة 5. |                     |                          |           |                               |                   |
| 2 | 2                   | «المومياء مصر»           | دان الربا | شارلوت فولرتون و دواين مكديوف | 18 ابريل 2018     |
| ملخص الحلقة : قبل خمس سنوات في الماضي، بن تينيسون يواجه عدو لأول مرة اسمه مالوير. بعد خمس سنوات في الحاضر، جوين تذهب إلى الكلية لتدرس في عمر 16 سنة لذكائها ، و كيفن يذهب للعيش بألقرب من منزلها. بن سيضطر لمحاربة الجريمة وحده، ولكن الجد ماكس (الماجستير تينيسون - قائد البلامرز على كوكب الأرض) يبحث له عن شريك. يتم تهديد كل محلات الفضائيين على الأرض. بن يذهب للبحث عن ادلة في متجر السيد باومان يتحول بن إلى كانونبولت ليتنكر يأتي ثلاث مجرمين (فقاعة ، فيستينا ، ليون) يهددون السيد باومان اما يدفع او يتم تدمير محله. السيد باومان يدفع نقود الا ان بن يرفض ان يعطيه النقود، تبداء معركة بين بن و الفضائيين ثم يتدخل فضائي اخر يتضح ان جد بن ارسله ليساعد بن اسمه روك بلانكو من كوكب ريفونا، يضع الفضائيين قنبلة يحاول بن و روك تعطيل القنبلة و ينجحون ثم يهرب الفضائيين بن يرفض ان يصبح روك شريكه في البداية ثم يقبل بعد نهاية الحلقة الثانية، بن وروك يلاحقون الفضائيين ليرء بعدها بن ان هناك مدينة تحت الأرض يعيش فيه فضائيين. بين كل هذه الأحداث يطارد بن فضائي مجهول اسمه كايبر سيعرف بن اسمه في الحلقة 9. معه كلبه الذي يحمل النيمتركس سيعرف بن بشأن النيمتركس في الحلقة 10. الكلب يتحول إلى كل مفترسين فضأئيين بن سيعرف بن في الحلقة 5. |                     |                          |           |                               |                   |
| 3 | 3                   | «الجهاز التلفاز»         | دان الربا | شارلوت فولرتون و دواين مكديوف | 19 ابريل 2018     |
| ملخص الحلقة : قبل خمس سنوات في الماضي، بن تينيسون يواجه عدو لأول مرة اسمه مالوير. بعد خمس سنوات في الحاضر، جوين تذهب إلى الكلية لتدرس في عمر 16 سنة لذكائها ، و كيفن يذهب للعيش بألقرب من منزلها. بن سيضطر لمحاربة الجريمة وحده، ولكن الجد ماكس (الماجستير تينيسون - قائد البلامرز على كوكب الأرض) يبحث له عن شريك. يتم تهديد كل محلات الفضائيين على الأرض. بن يذهب للبحث عن ادلة في متجر السيد باومان يتحول بن إلى كانونبولت ليتنكر يأتي ثلاث مجرمين (فقاعة ، فيستينا ، ليون) يهددون السيد باومان اما يدفع او يتم تدمير محله. السيد باومان يدفع نقود الا ان بن يرفض ان يعطيه النقود، تبداء معركة بين بن و الفضائيين ثم يتدخل فضائي اخر يتضح ان جد بن ارسله ليساعد بن اسمه روك بلانكو من كوكب ريفونا، يضع الفضائيين قنبلة يحاول بن و روك تعطيل القنبلة و ينجحون ثم يهرب الفضائيين بن يرفض ان يصبح روك شريكه في البداية ثم يقبل بعد نهاية الحلقة الثانية، بن وروك يلاحقون الفضائيين ليرء بعدها بن ان هناك مدينة تحت الأرض يعيش فيه فضائيين. بين كل هذه الأحداث يطارد بن فضائي مجهول اسمه كايبر سيعرف بن اسمه في الحلقة 9. معه كلبه الذي يحمل النيمتركس سيعرف بن بشأن النيمتركس في الحلقة 10. الكلب يتحول إلى كل مفترسين فضأئيين بن سيعرف بن في الحلقة 5. |                     |                          |           |                               |                   |
| 4 | 4                   | «أليعادل تأمين»          | دان الربا | شارلوت فولرتون و دواين مكديوف | 20 ابريل 2018     |
| ملخص الحلقة : قبل خمس سنوات في الماضي، بن تينيسون يواجه عدو لأول مرة اسمه مالوير. بعد خمس سنوات في الحاضر، جوين تذهب إلى الكلية لتدرس في عمر 16 سنة لذكائها ، و كيفن يذهب للعيش بألقرب من منزلها. بن سيضطر لمحاربة الجريمة وحده، ولكن الجد ماكس (الماجستير تينيسون - قائد البلامرز على كوكب الأرض) يبحث له عن شريك. يتم تهديد كل محلات الفضائيين على الأرض. بن يذهب للبحث عن ادلة في متجر السيد باومان يتحول بن إلى كانونبولت ليتنكر يأتي ثلاث مجرمين (فقاعة ، فيستينا ، ليون) يهددون السيد باومان اما يدفع او يتم تدمير محله. السيد باومان يدفع نقود الا ان بن يرفض ان يعطيه النقود، تبداء معركة بين بن و الفضائيين ثم يتدخل فضائي اخر يتضح ان جد بن ارسله ليساعد بن اسمه روك بلانكو من كوكب ريفونا، يضع الفضائيين قنبلة يحاول بن و روك تعطيل القنبلة و ينجحون ثم يهرب الفضائيين بن يرفض ان يصبح روك شريكه في البداية ثم يقبل بعد نهاية الحلقة الثانية، بن وروك يلاحقون الفضائيين ليرء بعدها بن ان هناك مدينة تحت الأرض يعيش فيه فضائيين. بين كل هذه الأحداث يطارد بن فضائي مجهول اسمه كايبر سيعرف بن اسمه في الحلقة 9. معه كلبه الذي يحمل النيمتركس سيعرف بن بشأن النيمتركس في الحلقة 10. الكلب يتحول إلى كل مفترسين فضأئيين بن سيعرف بن في الحلقة 5. |                     |                          |           |                               |                   |
| 5 | 5                   | «ألروبوت الرباعية»       | دان الربا | شارلوت فولرتون و دواين مكديوف | 21 ابريل 2018     |
| ملخص الحلقة : قبل خمس سنوات في الماضي، بن تينيسون يواجه عدو لأول مرة اسمه مالوير. بعد خمس سنوات في الحاضر، جوين تذهب إلى الكلية لتدرس في عمر 16 سنة لذكائها ، و كيفن يذهب للعيش بألقرب من منزلها. بن سيضطر لمحاربة الجريمة وحده، ولكن الجد ماكس (الماجستير تينيسون - قائد البلامرز على كوكب الأرض) يبحث له عن شريك. يتم تهديد كل محلات الفضائيين على الأرض. بن يذهب للبحث عن ادلة في متجر السيد باومان يتحول بن إلى كانونبولت ليتنكر يأتي ثلاث مجرمين (فقاعة ، فيستينا ، ليون) يهددون السيد باومان اما يدفع او يتم تدمير محله. السيد باومان يدفع نقود الا ان بن يرفض ان يعطيه النقود، تبداء معركة بين بن و الفضائيين ثم يتدخل فضائي اخر يتضح ان جد بن ارسله ليساعد بن اسمه روك بلانكو من كوكب ريفونا، يضع الفضائيين قنبلة يحاول بن و روك تعطيل القنبلة و ينجحون ثم يهرب الفضائيين بن يرفض ان يصبح روك شريكه في البداية ثم يقبل بعد نهاية الحلقة الثانية، بن وروك يلاحقون الفضائيين ليرء بعدها بن ان هناك مدينة تحت الأرض يعيش فيه فضائيين. بين كل هذه الأحداث يطارد بن فضائي مجهول اسمه كايبر سيعرف بن اسمه في الحلقة 9. معه كلبه الذي يحمل النيمتركس سيعرف بن بشأن النيمتركس في الحلقة 10. الكلب يتحول إلى كل مفترسين فضأئيين بن سيعرف بن في الحلقة 5. |                     |                          |           |                               |                   |
| 6 | 6                   | «الأطراف صغير الحيوانات» | دان الربا | شارلوت فولرتون و دواين مكديوف | 22 ابريل 2018     |
| ملخص الحلقة : قبل خمس سنوات في الماضي، بن تينيسون يواجه عدو لأول مرة اسمه مالوير. بعد خمس سنوات في الحاضر، جوين تذهب إلى الكلية لتدرس في عمر 16 سنة لذكائها ، و كيفن يذهب للعيش بألقرب من منزلها. بن سيضطر لمحاربة الجريمة وحده، ولكن الجد ماكس (الماجستير تينيسون - قائد البلامرز على كوكب الأرض) يبحث له عن شريك. يتم تهديد كل محلات الفضائيين على الأرض. بن يذهب للبحث عن ادلة في متجر السيد باومان يتحول بن إلى كانونبولت ليتنكر يأتي ثلاث مجرمين (فقاعة ، فيستينا ، ليون) يهددون السيد باومان اما يدفع او يتم تدمير محله. السيد باومان يدفع نقود الا ان بن يرفض ان يعطيه النقود، تبداء معركة بين بن و الفضائيين ثم يتدخل فضائي اخر يتضح ان جد بن ارسله ليساعد بن اسمه روك بلانكو من كوكب ريفونا، يضع الفضائيين قنبلة يحاول بن و روك تعطيل القنبلة و ينجحون ثم يهرب الفضائيين بن يرفض ان يصبح روك شريكه في البداية ثم يقبل بعد نهاية الحلقة الثانية، بن وروك يلاحقون الفضائيين ليرء بعدها بن ان هناك مدينة تحت الأرض يعيش فيه فضائيين. بين كل هذه الأحداث يطارد بن فضائي مجهول اسمه كايبر سيعرف بن اسمه في الحلقة 9. معه كلبه الذي يحمل النيمتركس سيعرف بن بشأن النيمتركس في الحلقة 10. الكلب يتحول إلى كل مفترسين فضأئيين بن سيعرف بن في الحلقة 5. |                     |                          |           |                               |                   |
| 7 | 7                   | «رأس ضخمة»               | دان الربا | شارلوت فولرتون و دواين مكديوف | 23 ابريل 2018     |
| ملخص الحلقة : قبل خمس سنوات في الماضي، بن تينيسون يواجه عدو لأول مرة اسمه مالوير. بعد خمس سنوات في الحاضر، جوين تذهب إلى الكلية لتدرس في عمر 16 سنة لذكائها ، و كيفن يذهب للعيش بألقرب من منزلها. بن سيضطر لمحاربة الجريمة وحده، ولكن الجد ماكس (الماجستير تينيسون - قائد البلامرز على كوكب الأرض) يبحث له عن شريك. يتم تهديد كل محلات الفضائيين على الأرض. بن يذهب للبحث عن ادلة في متجر السيد باومان يتحول بن إلى كانونبولت ليتنكر يأتي ثلاث مجرمين (فقاعة ، فيستينا ، ليون) يهددون السيد باومان اما يدفع او يتم تدمير محله. السيد باومان يدفع نقود الا ان بن يرفض ان يعطيه النقود، تبداء معركة بين بن و الفضائيين ثم يتدخل فضائي اخر يتضح ان جد بن ارسله ليساعد بن اسمه روك بلانكو من كوكب ريفونا، يضع الفضائيين قنبلة يحاول بن و روك تعطيل القنبلة و ينجحون ثم يهرب الفضائيين بن يرفض ان يصبح روك شريكه في البداية ثم يقبل بعد نهاية الحلقة الثانية، بن وروك يلاحقون الفضائيين ليرء بعدها بن ان هناك مدينة تحت الأرض يعيش فيه فضائيين. بين كل هذه الأحداث يطارد بن فضائي مجهول اسمه كايبر سيعرف بن اسمه في الحلقة 9. معه كلبه الذي يحمل النيمتركس سيعرف بن بشأن النيمتركس في الحلقة 10. الكلب يتحول إلى كل مفترسين فضأئيين بن سيعرف بن في الحلقة 5. |                     |                          |           |                               |                   |
| 8 | 8                   | «البطاطس مجنون»          | دان الربا | شارلوت فولرتون و دواين مكديوف | 27 ابريل 2018     |
| ملخص الحلقة : قبل خمس سنوات في الماضي، بن تينيسون يواجه عدو لأول مرة اسمه مالوير. بعد خمس سنوات في الحاضر، جوين تذهب إلى الكلية لتدرس في عمر 16 سنة لذكائها ، و كيفن يذهب للعيش بألقرب من منزلها. بن سيضطر لمحاربة الجريمة وحده، ولكن الجد ماكس (الماجستير تينيسون - قائد البلامرز على كوكب الأرض) يبحث له عن شريك. يتم تهديد كل محلات الفضائيين على الأرض. بن يذهب للبحث عن ادلة في متجر السيد باومان يتحول بن إلى كانونبولت ليتنكر يأتي ثلاث مجرمين (فقاعة ، فيستينا ، ليون) يهددون السيد باومان اما يدفع او يتم تدمير محله. السيد باومان يدفع نقود الا ان بن يرفض ان يعطيه النقود، تبداء معركة بين بن و الفضائيين ثم يتدخل فضائي اخر يتضح ان جد بن ارسله ليساعد بن اسمه روك بلانكو من كوكب ريفونا، يضع الفضائيين قنبلة يحاول بن و روك تعطيل القنبلة و ينجحون ثم يهرب الفضائيين بن يرفض ان يصبح روك شريكه في البداية ثم يقبل بعد نهاية الحلقة الثانية، بن وروك يلاحقون الفضائيين ليرء بعدها بن ان هناك مدينة تحت الأرض يعيش فيه فضائيين. بين كل هذه الأحداث يطارد بن فضائي مجهول اسمه كايبر سيعرف بن اسمه في الحلقة 9. معه كلبه الذي يحمل النيمتركس سيعرف بن بشأن النيمتركس في الحلقة 10. الكلب يتحول إلى كل مفترسين فضأئيين بن سيعرف بن في الحلقة 5. |                     |                          |           |                               |                   |
| 9 | 9                   | «تاريخ تنين»             | دان الربا | شارلوت فولرتون و دواين مكديوف | 28 ابريل 2018     |
| ملخص الحلقة : قبل خمس سنوات في الماضي، بن تينيسون يواجه عدو لأول مرة اسمه مالوير. بعد خمس سنوات في الحاضر، جوين تذهب إلى الكلية لتدرس في عمر 16 سنة لذكائها ، و كيفن يذهب للعيش بألقرب من منزلها. بن سيضطر لمحاربة الجريمة وحده، ولكن الجد ماكس (الماجستير تينيسون - قائد البلامرز على كوكب الأرض) يبحث له عن شريك. يتم تهديد كل محلات الفضائيين على الأرض. بن يذهب للبحث عن ادلة في متجر السيد باومان يتحول بن إلى كانونبولت ليتنكر يأتي ثلاث مجرمين (فقاعة ، فيستينا ، ليون) يهددون السيد باومان اما يدفع او يتم تدمير محله. السيد باومان يدفع نقود الا ان بن يرفض ان يعطيه النقود، تبداء معركة بين بن و الفضائيين ثم يتدخل فضائي اخر يتضح ان جد بن ارسله ليساعد بن اسمه روك بلانكو من كوكب ريفونا، يضع الفضائيين قنبلة يحاول بن و روك تعطيل القنبلة و ينجحون ثم يهرب الفضائيين بن يرفض ان يصبح روك شريكه في البداية ثم يقبل بعد نهاية الحلقة الثانية، بن وروك يلاحقون الفضائيين ليرء بعدها بن ان هناك مدينة تحت الأرض يعيش فيه فضائيين. بين كل هذه الأحداث يطارد بن فضائي مجهول اسمه كايبر سيعرف بن اسمه في الحلقة 9. معه كلبه الذي يحمل النيمتركس سيعرف بن بشأن النيمتركس في الحلقة 10. الكلب يتحول إلى كل مفترسين فضأئيين بن سيعرف بن في الحلقة 5. |                     |                          |           |                               |                   |
| 10 | 10                  | «الابطال كأس المبدتئون»  | دان الربأ | شارلوت فولرتون و دواين مكديوف | 10 مايو 2018      |
| ملخص الحلقة : قبل خمس سنوات في الماضي، بن تينيسون يواجه عدو لأول مرة اسمه مالوير. بعد خمس سنوات في الحاضر، جوين تذهب إلى الكلية لتدرس في عمر 16 سنة لذكائها ، و كيفن يذهب للعيش بألقرب من منزلها. بن سيضطر لمحاربة الجريمة وحده، ولكن الجد ماكس (الماجستير تينيسون - قائد البلامرز على كوكب الأرض) يبحث له عن شريك. يتم تهديد كل محلات الفضائيين على الأرض. بن يذهب للبحث عن ادلة في متجر السيد باومان يتحول بن إلى كانونبولت ليتنكر يأتي ثلاث مجرمين (فقاعة ، فيستينا ، ليون) يهددون السيد باومان اما يدفع او يتم تدمير محله. السيد باومان يدفع نقود الا ان بن يرفض ان يعطيه النقود، تبداء معركة بين بن و الفضائيين ثم يتدخل فضائي اخر يتضح ان جد بن ارسله ليساعد بن اسمه روك بلانكو من كوكب ريفونا، يضع الفضائيين قنبلة يحاول بن و روك تعطيل القنبلة و ينجحون ثم يهرب الفضائيين بن يرفض ان يصبح روك شريكه في البداية ثم يقبل بعد نهاية الحلقة الثانية، بن وروك يلاحقون الفضائيين ليرء بعدها بن ان هناك مدينة تحت الأرض يعيش فيه فضائيين. بين كل هذه الأحداث يطارد بن فضائي مجهول اسمه كايبر سيعرف بن اسمه في الحلقة 9. معه كلبه الذي يحمل النيمتركس سيعرف بن بشأن النيمتركس في الحلقة 10. الكلب يتحول إلى كل مفترسين فضأئيين بن سيعرف بن في الحلقة 5. |                     |                          |           |                               |                   |
| 11 | 11                  | «صبار الصحراء»           | دان الربأ | شارلوت فولرتون و دواين مكديوف | 24 مايو 2018      |
| ملخص الحلقة : قبل خمس سنوات في الماضي، بن تينيسون يواجه عدو لأول مرة اسمه مالوير. بعد خمس سنوات في الحاضر، جوين تذهب إلى الكلية لتدرس في عمر 16 سنة لذكائها ، و كيفن يذهب للعيش بألقرب من منزلها. بن سيضطر لمحاربة الجريمة وحده، ولكن الجد ماكس (الماجستير تينيسون - قائد البلامرز على كوكب الأرض) يبحث له عن شريك. يتم تهديد كل محلات الفضائيين على الأرض. بن يذهب للبحث عن ادلة في متجر السيد باومان يتحول بن إلى كانونبولت ليتنكر يأتي ثلاث مجرمين (فقاعة ، فيستينا ، ليون) يهددون السيد باومان اما يدفع او يتم تدمير محله. السيد باومان يدفع نقود الا ان بن يرفض ان يعطيه النقود، تبداء معركة بين بن و الفضائيين ثم يتدخل فضائي اخر يتضح ان جد بن ارسله ليساعد بن اسمه روك بلانكو من كوكب ريفونا، يضع الفضائيين قنبلة يحاول بن و روك تعطيل القنبلة و ينجحون ثم يهرب الفضائيين بن يرفض ان يصبح روك شريكه في البداية ثم يقبل بعد نهاية الحلقة الثانية، بن وروك يلاحقون الفضائيين ليرء بعدها بن ان هناك مدينة تحت الأرض يعيش فيه فضائيين. بين كل هذه الأحداث يطارد بن فضائي مجهول اسمه كايبر سيعرف بن اسمه في الحلقة 9. معه كلبه الذي يحمل النيمتركس سيعرف بن بشأن النيمتركس في الحلقة 10. الكلب يتحول إلى كل مفترسين فضأئيين بن سيعرف بن في الحلقة 5. |                     |                          |           |                               |                   |
| 12 | 12                  | «الملكة كاليفورنيا»      | دان الربأ | شارلوت فولرتون و دواين مكديوف | 28 مايو 2018      |
| ملخص الحلقة : قبل خمس سنوات في الماضي، بن تينيسون يواجه عدو لأول مرة اسمه مالوير. بعد خمس سنوات في الحاضر، جوين تذهب إلى الكلية لتدرس في عمر 16 سنة لذكائها ، و كيفن يذهب للعيش بألقرب من منزلها. بن سيضطر لمحاربة الجريمة وحده، ولكن الجد ماكس (الماجستير تينيسون - قائد البلامرز على كوكب الأرض) يبحث له عن شريك. يتم تهديد كل محلات الفضائيين على الأرض. بن يذهب للبحث عن ادلة في متجر السيد باومان يتحول بن إلى كانونبولت ليتنكر يأتي ثلاث مجرمين (فقاعة ، فيستينا ، ليون) يهددون السيد باومان اما يدفع او يتم تدمير محله. السيد باومان يدفع نقود الا ان بن يرفض ان يعطيه النقود، تبداء معركة بين بن و الفضائيين ثم يتدخل فضائي اخر يتضح ان جد بن ارسله ليساعد بن اسمه روك بلانكو من كوكب ريفونا، يضع الفضائيين قنبلة يحاول بن و روك تعطيل القنبلة و ينجحون ثم يهرب الفضائيين بن يرفض ان يصبح روك شريكه في البداية ثم يقبل بعد نهاية الحلقة الثانية، بن وروك يلاحقون الفضائيين ليرء بعدها بن ان هناك مدينة تحت الأرض يعيش فيه فضائيين. بين كل هذه الأحداث يطارد بن فضائي مجهول اسمه كايبر سيعرف بن اسمه في الحلقة 9. معه كلبه الذي يحمل النيمتركس سيعرف بن بشأن النيمتركس في الحلقة 10. الكلب يتحول إلى كل مفترسين فضأئيين بن سيعرف بن في الحلقة 5. |                     |                          |           |                               |                   |
| 13- 14- 15- 16 | 13- 14- 15- 16      | «النهائية المبدتئون»     | دان الربأ | شارلوت فولرتون و دواين مكديوف | 30 يونيو 2018     |
| ملخص الحلقة : قبل خمس سنوات في الماضي، بن تينيسون يواجه عدو لأول مرة اسمه مالوير. بعد خمس سنوات في الحاضر، جوين تذهب إلى الكلية لتدرس في عمر 16 سنة لذكائها ، و كيفن يذهب للعيش بألقرب من منزلها. بن سيضطر لمحاربة الجريمة وحده، ولكن الجد ماكس (الماجستير تينيسون - قائد البلامرز على كوكب الأرض) يبحث له عن شريك. يتم تهديد كل محلات الفضائيين على الأرض. بن يذهب للبحث عن ادلة في متجر السيد باومان يتحول بن إلى كانونبولت ليتنكر يأتي ثلاث مجرمين (فقاعة ، فيستينا ، ليون) يهددون السيد باومان اما يدفع او يتم تدمير محله. السيد باومان يدفع نقود الا ان بن يرفض ان يعطيه النقود، تبداء معركة بين بن و الفضائيين ثم يتدخل فضائي اخر يتضح ان جد بن ارسله ليساعد بن اسمه روك بلانكو من كوكب ريفونا، يضع الفضائيين قنبلة يحاول بن و روك تعطيل القنبلة و ينجحون ثم يهرب الفضائيين بن يرفض ان يصبح روك شريكه في البداية ثم يقبل بعد نهاية الحلقة الثانية، بن وروك يلاحقون الفضائيين ليرء بعدها بن ان هناك مدينة تحت الأرض يعيش فيه فضائيين. بين كل هذه الأحداث يطارد بن فضائي مجهول اسمه كايبر سيعرف بن اسمه في الحلقة 9. معه كلبه الذي يحمل النيمتركس سيعرف بن بشأن النيمتركس في الحلقة 10. الكلب يتحول إلى كل مفترسين فضأئيين بن سيعرف بن في الحلقة 5. |                     |                          |           |                               |                   |

### الموسم الثاني (2020)
| الرقم بتسلسل المسلسل | الرقم بتسلسل الموسم | العنوان                | أخراج     | الكاتب                        | تاريخ البث الاصلي |
| --- | ------------------- | ---------------------- | --------- | ----------------------------- | ----------------- |
| 17 | 1                   | «عودة ابطال المبتدئون» | دان الربا | شارلوت فولرتون و دواين مكديوف | 16 فبراير 2020    |
| ملخص الحلقة : قبل خمس سنوات في الماضي، بن تينيسون يواجه عدو لأول مرة اسمه مالوير. بعد خمس سنوات في الحاضر، جوين تذهب إلى الكلية لتدرس في عمر 16 سنة لذكائها ، و كيفن يذهب للعيش بألقرب من منزلها. بن سيضطر لمحاربة الجريمة وحده، ولكن الجد ماكس (الماجستير تينيسون - قائد البلامرز على كوكب الأرض) يبحث له عن شريك. يتم تهديد كل محلات الفضائيين على الأرض. بن يذهب للبحث عن ادلة في متجر السيد باومان يتحول بن إلى كانونبولت ليتنكر يأتي ثلاث مجرمين (فقاعة ، فيستينا ، ليون) يهددون السيد باومان اما يدفع او يتم تدمير محله. السيد باومان يدفع نقود الا ان بن يرفض ان يعطيه النقود، تبداء معركة بين بن و الفضائيين ثم يتدخل فضائي اخر يتضح ان جد بن ارسله ليساعد بن اسمه روك بلانكو من كوكب ريفونا، يضع الفضائيين قنبلة يحاول بن و روك تعطيل القنبلة و ينجحون ثم يهرب الفضائيين بن يرفض ان يصبح روك شريكه في البداية ثم يقبل بعد نهاية الحلقة الثانية، بن وروك يلاحقون الفضائيين ليرء بعدها بن ان هناك مدينة تحت الأرض يعيش فيه فضائيين. بين كل هذه الأحداث يطارد بن فضائي مجهول اسمه كايبر سيعرف بن اسمه في الحلقة 9. معه كلبه الذي يحمل النيمتركس سيعرف بن بشأن النيمتركس في الحلقة 10. الكلب يتحول إلى كل مفترسين فضأئيين بن سيعرف بن في الحلقة 5. |                     |                        |           |                               |                   |
| 18 | 2                   | «لكن هذا كل سبب عليها» | دان الربا | شارلوت فولرتون و دواين مكديوف | 22 فبراير 2020    |
| ملخص الحلقة : قبل خمس سنوات في الماضي، بن تينيسون يواجه عدو لأول مرة اسمه مالوير. بعد خمس سنوات في الحاضر، جوين تذهب إلى الكلية لتدرس في عمر 16 سنة لذكائها ، و كيفن يذهب للعيش بألقرب من منزلها. بن سيضطر لمحاربة الجريمة وحده، ولكن الجد ماكس (الماجستير تينيسون - قائد البلامرز على كوكب الأرض) يبحث له عن شريك. يتم تهديد كل محلات الفضائيين على الأرض. بن يذهب للبحث عن ادلة في متجر السيد باومان يتحول بن إلى كانونبولت ليتنكر يأتي ثلاث مجرمين (فقاعة ، فيستينا ، ليون) يهددون السيد باومان اما يدفع او يتم تدمير محله. السيد باومان يدفع نقود الا ان بن يرفض ان يعطيه النقود، تبداء معركة بين بن و الفضائيين ثم يتدخل فضائي اخر يتضح ان جد بن ارسله ليساعد بن اسمه روك بلانكو من كوكب ريفونا، يضع الفضائيين قنبلة يحاول بن و روك تعطيل القنبلة و ينجحون ثم يهرب الفضائيين بن يرفض ان يصبح روك شريكه في البداية ثم يقبل بعد نهاية الحلقة الثانية، بن وروك يلاحقون الفضائيين ليرء بعدها بن ان هناك مدينة تحت الأرض يعيش فيه فضائيين. بين كل هذه الأحداث يطارد بن فضائي مجهول اسمه كايبر سيعرف بن اسمه في الحلقة 9. معه كلبه الذي يحمل النيمتركس سيعرف بن بشأن النيمتركس في الحلقة 10. الكلب يتحول إلى كل مفترسين فضأئيين بن سيعرف بن في الحلقة 5. |                     |                        |           |                               |                   |